# Thaumantis sigirya
Thaumantis sigirya är en fjärilsart som beskrevs av Hans Fruhstorfer 1911. Thaumantis sigirya ingår i släktet Thaumantis och familjen praktfjärilar. Inga underarter finns listade i Catalogue of Life.